# Serpentine (artillerie)

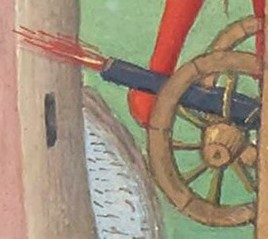
Une serpentine représentée dans une enluminure ornant le manuscrit de Martial d'Auvergne, Les Vigiles de Charles VII, Paris, BnF, vers 1484.

La serpentine désigne un canon léger monté sur un affût à roues. Elle constitue la première artillerie de campagne au XVe siècle. Les boulets de calibre moyen, en fer ou en plomb, sont introduits par la bouche et tirés à l'aide de poudre noire.